# Come Early Morning – Der Weg zu mir
Come Early Morning – Der Weg zu mir ist ein US-amerikanisches Filmdrama aus dem Jahr 2006. Regie führte Joey Lauren Adams, die auch das Drehbuch schrieb.

## Handlung
Lucy Fowler arbeitet in einem Bauunternehmen in der Nähe von Little Rock. Sie geht am Wochenende regelmäßig in die Country-Bar, wo sie unter reichlich Alkohol öfters Herrenbekanntschaften macht. Ihre Mitbewohnerin Kim ermahnt sie, nicht nur an Sex zu denken.
Lucy kümmert sich um ihren Vater, der in die Heimatstadt zurückkehrt und sich nur mit ihr gut versteht. Er ist sehr zurückhaltend und erzählt nichts über seine Zeit als Country-Gitarrist. Zusammen besuchen sie die Kirche. An einem Abend spielt er ihr nach langer Zeit statt zu reden ein melancholisches Stück vor.
Sie geht eine Beziehung mit dem neu in die Stadt gekommenen Cal Percell ein, in den sie sich verliebt. Die Beziehung kommt nicht wirklich in die Gänge, und als sie ihn mit einer anderen Frau sieht, bricht sie in Tränen aus. Sie übernimmt schließlich das kleine Bauunternehmen, wo sie die Jukebox aus der Bar mit den alten Country-Songs installiert hat.

## Kritiken
Kirk Honeycutt schrieb in der Zeitschrift The Hollywood Reporter vom 24. Januar 2006, der Film erzähle eine einfache Geschichte. Er tut dies mit soviel Überzeugung, Feingespür und Instinkt für die Wahrheit, dass er eine gewaltige emotionale Kraft ausstrahle. Der Kritiker schrieb, Joey Lauren Adams habe ein echtes erzählerisches Talent und hoffte, sie habe weitere Geschichten anzubieten. Der Kritiker lobte außerdem Ashley Judd, die „perfekt“ eine Südstaatenfrau verkörpere.
Todd McCarthy schrieb in der Zeitschrift Variety, der Film wirke zum Teil wie eine „therapeutische Übung“, zum Teil wie ein Heimatfilm, welchem Genre vor Jahrzehnten die meisten US-amerikanischen Independentfilme angehört hätten. Er biete trotz der Bemühungen von Ashley Judd und von den anderen „generell talentierten“ Darstellern nichts außergewöhnliches.

## Auszeichnungen
Joey Lauren Adams wurde im Jahr 2006 für den Großen Jurypreis des Sundance Film Festivals nominiert. Sie gewann 2006 einen Preis des Memphis Indie Film Festivals und als Regisseurin den Women in Film Crystal Award.

## Hintergründe
Der Film wurde in Arkansas gedreht. Seine Produktionskosten betrugen schätzungsweise 6 Millionen US-Dollar. Der Film hatte seine Weltpremiere im Januar 2006 auf dem Sundance Film Festival. Er wurde seit dem 10. November 2006 in ausgewählten Kinos der USA vorgeführt, in denen er ca. 119 Tsd. US-Dollar einspielte.